# Réttarfell (kulle)
Réttarfell är en kulle i republiken Island. Den ligger i regionen Suðurland, 170 km öster om huvudstaden Reykjavík. Toppen på Réttarfell är 366 meter över havet, eller 66 meter över den omgivande terrängen. Bredden vid basen är 1,6 km.
Trakten runt Réttarfell är nära nog obefolkad, med mindre än två invånare per kvadratkilometer. Det finns inga samhällen i närheten. Omgivningarna runt Réttarfell är i huvudsak ett öppet busklandskap.